# Atmosfera di Venere
| Composizione atmosferica | Composizione atmosferica |
| ------------------------ | ------------------------ |
| Diossido di carbonio     | 96,4%                    |
| Azoto                    | 3,5%                     |
| Vapore acqueo            | 0,01%                    |
| Ossigeno                 | < 20 ppm                 |

L'atmosfera di Venere è incredibilmente densa ed impedisce qualsiasi osservazione diretta della superficie del pianeta; imponenti sistemi nuvolosi, visibili solo nell'ultravioletto, attraversano ad alta velocità i cieli venusiani per completare una rotazione completa in senso longitudinale in appena 4 giorni. Nell'alta atmosfera le masse di gas raggiungono facilmente i 350 km/h, mentre in prossimità del suolo i venti non spirano a più di 4-5 km/h per via dell'altissima pressione atmosferica.

L'atmosfera venusiana è attraversata da occasionali scariche elettriche di notevole potenza.
La presenza di un'atmosfera densa e di venti particolarmente forti fa sì che la temperatura al suolo sia di circa 710-740 K (437-467 °C) in ogni punto del pianeta, anche nell'emisfero notturno. Tali valori di temperatura sono addirittura maggiori di quelli registrati su Mercurio, che pure dista dal Sole la metà di Venere.
La pressione atmosferica al suolo raggiunge le 92 atmosfere (93219 hPa), rendendo difficile l'esplorazione del pianeta anche alle sonde automatiche. Le sonde sovietiche Venera, che per prime vi atterrarono con successo, erano strutturate come batiscafi, eppure ressero solo un paio d'ore alle ostili condizioni atmosferiche.
La pressione sulla superficie di Venere è così alta che l'anidride carbonica (CO2) nella troposfera tecnicamente non è più un gas, ma un fluido supercritico.

## Meteorologia

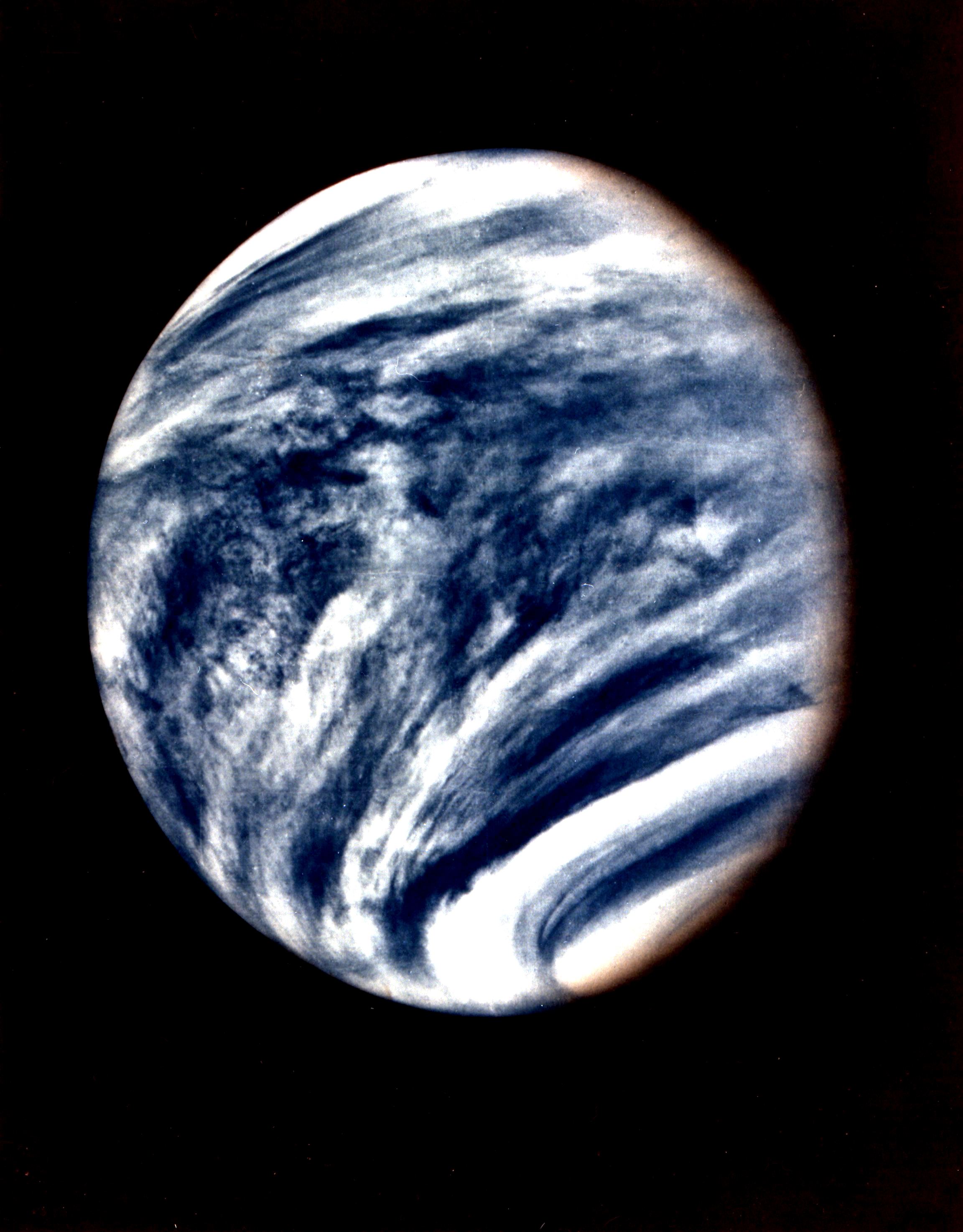
Le strutture nuvolose dell'atmosfera di Venere riprese all'ultravioletto dalla sonda Mariner 10 nel 1974

Venere è un mondo con una situazione climatica estrema e invariante. L'inerzia termica e lo spostamento del calore da parte dei venti nella parte più bassa dell'atmosfera fanno sì che la temperatura della superficie di Venere non cambi significativamente tra giorno e notte, nonostante la rotazione estremamente lunga del pianeta: quindi la superficie di Venere è isotermica, cioè mantiene una temperatura costante tra il giorno e la notte e tra l'equatore e i poli. L'inclinazione assiale del pianeta è di 177,36° il che determina l'apparente rotazione inversa del pianeta. L'angolo è comunque molto prossimo a 180° e contribuisce a rendere poco evidenti i cambiamenti stagionali.
L'unica variazione di temperatura apprezzabile è con l'altitudine: il punto più freddo della superficie di Venere è nel suo punto più alto, ossia sui Maxwell Montes, con una temperatura di 380 °C, dove la pressione è pari a 45 bar. Nel 1990 la Sonda Magellano effettuando riprese radar rilevò una sostanza molto riflettente che si trovava sulla cima dei picchi montuosi più alti simile nell'aspetto alla neve che si trova sulle montagne della Terra. Questa sostanza potrebbe formarsi in un processo simile a quello che causa la neve sulla Terra, sebbene la sua temperatura sia molto più alta. Essendo troppo volatile per condensare sulla superficie si eleva in forma gassosa verso cime più alte e più fredde su cui cade poi come precipitazione. La natura di questa sostanza non è conosciuta con certezza, ma alcune speculazioni propongono che si possa trattare di tellurio elementare o persino da solfuro di bismuto e da solfuro di piombo (galena).
Il tellurio è un metallo raro sulla Terra, ma potrebbe essere abbondante su Venere. Secondo alcuni scienziati il tellurio potrebbe assumere, sui picchi montuosi di Venere dove la temperatura è più bassa rispetto alle altre zone della superficie, la forma di una specie di neve metallica.
I venti sulla superficie sono lenti, con una velocità di pochi chilometri all'ora, ma a causa dell'alta densità dell'atmosfera esercitano una notevole forza contro gli ostacoli e sono in grado di spostare polvere e pietre sulla superficie. Basterebbe solo questo a rappresentare un ostacolo al movimento di un uomo sulla superficie anche se il calore e la pressione non fossero già un problema. Invece nello strato più alto delle nubi i venti soffiano fino a 300 km/h e sferzano l'intero pianeta con un periodo di 4-5 giorni. Questi venti si muovono a velocità che sono fino a 60 volte la velocità di rotazione del pianeta, mentre sulla terra i venti più forti soffiano solo al 10% o 20% della velocità di rotazione terrestre.

L'effetto serra creato dalle nubi nella bassa atmosfera di Venere e la riflessione della luce solare delle nubi solforose in quota

Al di sopra dello strato denso di CO2 si trovano spesse nubi costituite prevalentemente da anidride solforosa e da goccioline di acido solforico. Queste nuvole riflettono nello spazio circa il 60% della luce solare e impediscono l'osservazione diretta della superficie di Venere nello spettro visibile. A causa dello strato di nubi, sebbene Venere sia più vicino al Sole di quanto lo sia la Terra, la superficie venusiana non ne è altrettanto riscaldata o illuminata. A mezzogiorno la luminosità di superficie corrisponde grosso modo a quella osservabile sulla Terra in una giornata molto nuvolosa. Le nubi coprono l'intero pianeta e sono quindi più simili a una spessa coltre di nebbia che alle nuvole terrestri. Per questo motivo un ipotetico osservatore che si trovasse sulla superficie non sarebbe mai in grado di vedere direttamente il Sole, ma potrebbe soltanto intravederne la luminosità. In assenza dell'effetto serra causato dall'anidride carbonica dell'atmosfera la temperatura sulla superficie di Venere sarebbe abbastanza simile a quella terrestre (escludendo gli effetti dovuti alla pressione).
Oltre all'effetto serra diviene fondamentale il contributo fornito dalla stessa pressione atmosferica, con la compressione il gas subisce un lavoro compiuto dalla gravità e dall'ambiente esterno. Dalle leggi che regolano la termodinamica dei gas, la temperatura segue grosso modo le equazioni di stato dei gas ideali: la porzione di atmosfera soggetta a pressioni maggiori presenta temperature maggiori senza scambio di calore, ovvero senza fornire energia termica dall'esterno (Trasformazione adiabatica). Come sulla Terra l'atmosfera segue un gradiente di temperatura detto "Gradiente termico verticale" a seconda dell'altezza rispetto alla superficie. (Primo principio della termodinamica ed equazione di Poisson).
Dai dati registrati dalle Sonde Magellano e Venus Express, alla quota di 50 km si trovano una pressione analoga a quella terrestre e una temperatura di 66 °C (la temperatura media sulla superficie terrestre è di 15 °C). In questo caso la differenza può essere ascrivibile a tutti i fattori che concorrono al bilancio energetico Sole-Venere come l'effetto serra, la maggior vicinanza al sole o il bilancio radiativo delle nubi. Scendendo di quota, la temperatura aumenta di circa 10 K per ogni chilometro di profondità, essenzialmente per gli effetti della pressione. Se la Terra avesse una pressione superficiale così elevata sarebbe anch'essa estremamente più calda, mantenendo inalterato il contributo fornito dagli attuali gas serra.  
Le nubi di Venere sono soggette a frequenti scariche elettriche (fulmini) e la loro composizione ne favorisce la formazione più frequentemente che sulla Terra. L'esistenza di fulmini è stata controversa fin da quando le sonde sovietiche Venera avevano osservato scariche elettriche nella parte bassa dell'atmosfera che si succedevano con cadenze che sembravano decine o centinaia di volte più frequenti dei lampi sulla Terra. Gli scienziati sovietici chiamarono questo fenomeno "il drago elettrico di Venere". In seguito, nel 2006 e nel 2007, la sonda Venus Express osservò chiaramente un'onda elettromagnetica di elettroni, comprovando che un fulmine si era appena scaricato. La sua apparenza intermittente indicava una traccia associata con attività climatica. Il tasso di fulmini è, secondo le stime più prudenti, almeno la metà di quello sulla Terra.

## Composizione atmosferica

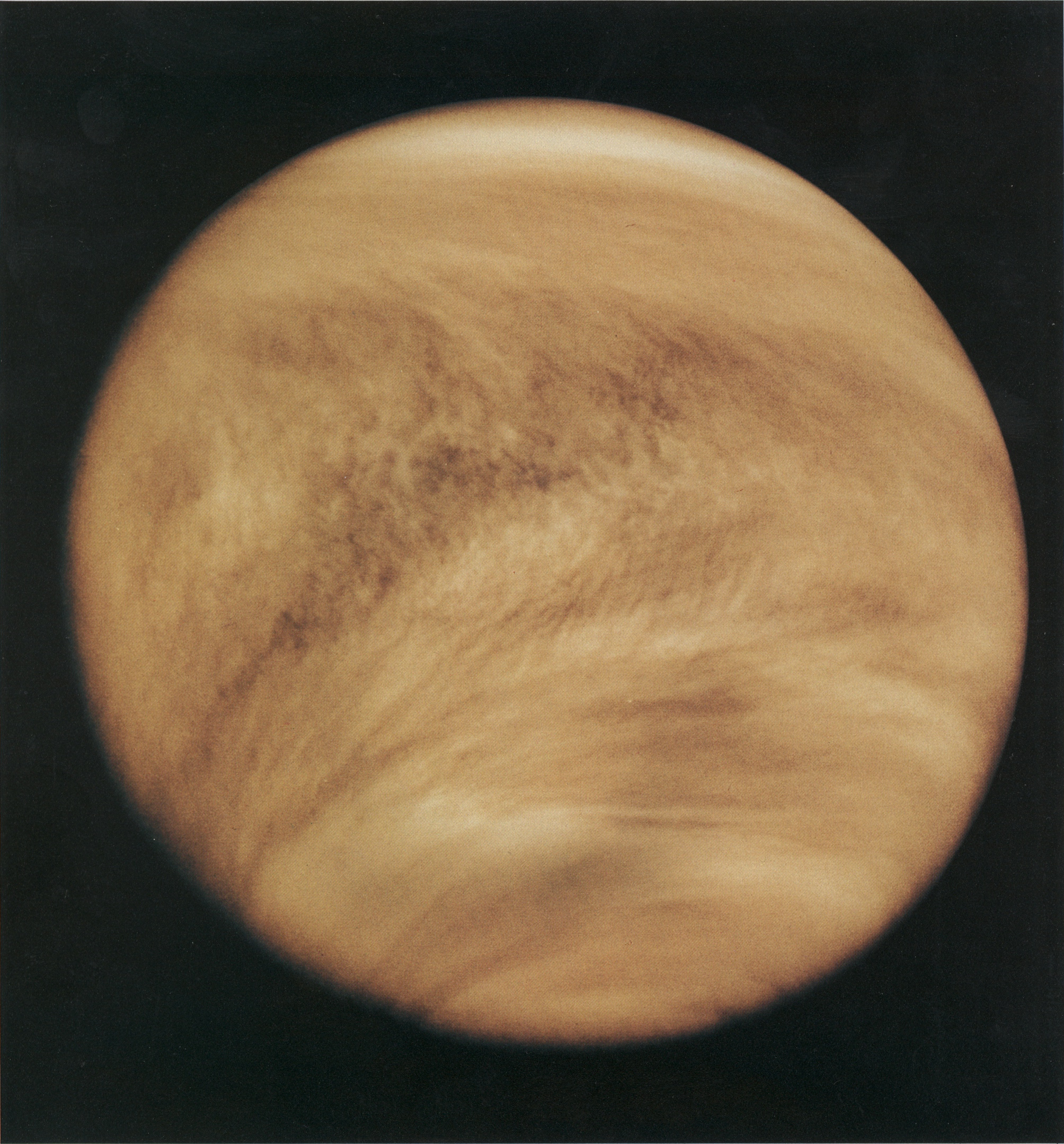
L'atmosfera di Venere all'ultravioletto, ripresa dalla sonda automatica Pioneer Venus Orbiter il 26 febbraio 1979.

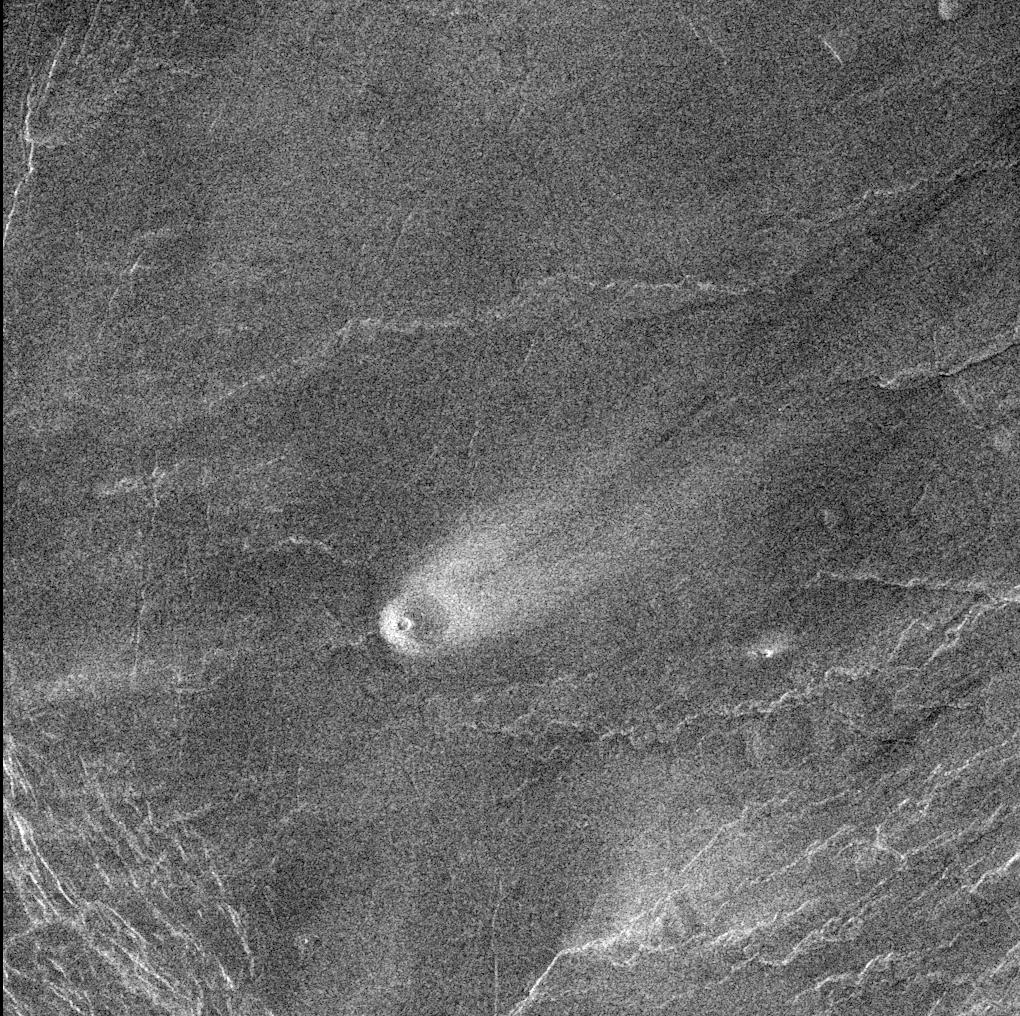
Depositi di materiali causati dalla presenza di un edificio vulcanico più alto rispetto al territorio circostante, che frena i venti dominanti.

Il gas di gran lunga predominante nell'atmosfera è il biossido di carbonio (96-97% circa); si rilevano poi una discreta quantità di azoto e tracce di acidi (specialmente solforico) ad una quota compresa fra 48 km e 58 km. La presenza di una simile quantità di biossido di carbonio induce uno spaventoso effetto serra: il calore solare immagazzinato da Venere, seppur minore di quello ricevuto dalla Terra a causa dell'alto potere riflettente delle nubi venusiane, non è più in grado di superare la spessa atmosfera e rimane intrappolato sul pianeta, andandone ad accrescere la temperatura.
L'atmosfera citerea presenta inoltre piccole quantità di zolfo e di anidride solforosa, probabilmente emesse dai vulcani del pianeta; questi gas, reagendo con lo scarso vapore acqueo (scoperto da John D. Strong) presente, danno origine all'acido solforico. Sebbene vi siano piogge di acido solforico negli strati intermedi dell'atmosfera, esse non raggiungono la superficie, vaporizzate dalle elevate temperature.

## Stratigrafia atmosferica
Le sonde atterrate sul pianeta hanno identificato la presenza di tre distinti strati di nubi: uno strato superiore, composto da piccole goccioline circolari di acido solforico, ad una quota di 60-70 km; uno strato intermedio, costituito da gocce più grandi e meno numerose, collocato a 52-59 km di altitudine; e infine uno strato inferiore più denso e costituito dalle particelle più grandi, che scende fino a 48 km di quota. Al di sotto di tale livello la temperatura è talmente elevata da vaporizzare le gocce, generando una foschia che si estende fino a  31 km. La parte più bassa dell'atmosfera è infine relativamente limpida.

## Formazione delle nubi
A differenza delle nubi terrestri, che si originano dal raffreddamento di aria ascendente e dalla conseguente condensazione del vapore acqueo, quelle venusiane sono il prodotto di reazioni chimiche che avvengono fra l'anidride solforosa e l'acqua, innescate dalla luce solare (nell'alta atmosfera) o dal calore (più in basso).

## Circolazione dei venti
Data l'elevatissima pressione atmosferica, al suolo i venti sono praticamente assenti; la loro velocità aumenta con la quota, fino a raggiungere un massimo di circa 360 km/h medi alla sommità delle nubi, al di sopra dello strato superiore dell'atmosfera. L'intero strato nuvoloso citereo compie dunque una rotazione completa attorno al pianeta in soli 4 giorni (a titolo di confronto, il periodo di rotazione di Venere è pari a ben 243 giorni).